# David Lyndsay
Pour les articles homonymes, voir David Lindsay.
Sir David Lyndsay (ou Lindsay), né vers 1490 et mort en 1555, avant le mois d'avril, est un poète et écrivain écossais. Il est fait Lord Lyon King of Arms par le roi Jacques V.

## Biographie
Né près de Haddington vers 1490, David Lyndsay fait ses études à l'Université de St Andrews. Il entre ensuite à la cour, où il est écuyer puis précepteur du futur roi Jacques V d'Écosse. Il œuvre comme diplomate, est ambassadeur en France puis en Hollande. En 1529, Jacques V le crée Lord Lyon King of Arms.
Comme tous les poètes écossais de son époque, mais dans une moindre mesure, il subit l'influence de Chaucer. Protestant et anticlérical, il critique les rois et les papes, prenant « des libertés de langage sans exemple à cette époque ».

## Œuvres
- Le Songe (1528)
- Le Testament et la Complainte du Papynago (1530)
- L'Agréable Satire des trois États (1540)